# Kaski (gmina)
Kaski (od 1973 Baranów) – dawna gmina wiejska istniejąca do 1954 roku w woj. warszawskim. Nazwa gminy pochodzi od wsi Kaski, jednak siedzibą władz gminy był Baranów.
W okresie międzywojennym gmina Kaski należała do powiatu błońskiego w woj. warszawskim. Po wojnie gmina zachowała przynależność administracyjną. 12 marca 1948 roku zmieniono nazwę powiatu błońskiego na grodziskomazowiecki.
1 lipca 1952 roku do gminy Kaski przyłączono części obszaru gminy Pass (gromady Basin, Cegłów, Gole, Izdebno Kościelne, Izdebno Nowe, Karolina, Murowaniec i Zabłotnia). Według stanu z 1 lipca 1952 roku gmina Kaski składała się z 25 gromad: Baranów, Basin, Budy-Grzybek, Budy Michałowskie, Budy Stare, Busy Zosiny, Buszyce, Cegłów, Drybus, Gole, Gongolina, Holendry Baranowskie, Izdebno Kościelne, Idebno Nowe, Jaktorów, Karolina, Kaski, Murowaniec, Osiny, Pułapina Stara, Regów, Stanisławów, Strumiany, Wyczułki i Zabłotnia. 
Gminę zniesiono 29 września 1954 roku wraz z reformą wprowadzającą gromady w miejsce gmin. Jednostki nie przywrócono 1 stycznia 1973 roku po reaktywowaniu gmin, utworzono natomiast jej terytorialny odpowiednik, gminę Baranów.